# Gabriël Striels
Gabriël Striels was een Vlaamse priester, kanunnik, organist en dirigent.
De leiding van het Antwerps Kathedraalkoor (AKK) werd in 1927 van meet af aan in de handen gelegd van E.H. Gabriël Striels die op dat moment nog geen kapelmeester was. Pas vanaf 1945 werd de dirigent van het AKK ook de kapelmeester. Hij heeft het koor gedirigeerd van 1927 tot 1967.